# Oedopeza louisi
Oedopeza louisi es una especie de escarabajo longicornio del género Oedopeza, tribu Acanthocinini, subfamilia Lamiinae. Fue descrita científicamente por Audureau en 2010.

## Descripción
Mide 10 milímetros de longitud.

## Distribución
Se distribuye por Costa Rica y Nicaragua.